# 藻溪镇 (杭州市)
藻溪镇，中国浙江省西北部临安市下辖的一个镇。

## 辖区
该镇辖有：	严家村、藻溪村、长六村、闽坞村、周云村、横塘村、杲村、亭口村、对石村、桂芳桥村、肇村、九里村。